# Castelnau-de-Lévis
Castelnau-de-Lévis is een gemeente in het Franse departement Tarn (regio Occitanie) en telt 1403 inwoners (1999). De plaats maakt deel uit van het arrondissement Albi.

## Geografie
De oppervlakte van Castelnau-de-Lévis bedraagt 21,4 km², de bevolkingsdichtheid is 65,6 inwoners per km².
De onderstaande kaart toont de ligging van Castelnau-de-Lévis met de belangrijkste infrastructuur en aangrenzende gemeenten.

## Demografie
Onderstaande figuur toont het verloop van het inwonertal (bron: INSEE-tellingen).